# Vernonia solorzanoana
Vernonia solorzanoana là một loài thực vật có hoa trong họ Cúc. Loài này được Rzed. & Calderón miêu tả khoa học đầu tiên năm 1995.